# Aldina polyphylla
Aldina polyphylla är en ärtväxtart som beskrevs av Adolpho Ducke. Aldina polyphylla ingår i släktet Aldina och familjen ärtväxter. Inga underarter finns listade i Catalogue of Life.